# Геркулес (корвет, 1820)
«Геркулес» — 16-пушечный парусный корвет Каспийской флотилии России.

## Описание судна
Парусный корвет с деревянным корпусом, один из четырёх корветов типа «Казань». Длина судна составляла 33,6 метра, ширина — 9,5 метра, а осадка 3,8 метра. Вооружение судна состояло из 16 орудий.

## История службы
Корвет «Геркулес» был заложен на стапеле Казанского адмиралтейства в 1819 году и после спуска на воду 14 (26) мая 1820 год вошёл в состав Каспийской флотилии России. Строительство вёл корабельный мастер С. О. Бурачек.
В 1820 году по внутренним путям был переведён из Казани в Астрахань. В 1822 по 1823 годах выходил в практические плавания в Каспийское море. 
В кампании 1823 и 1824 годов вновь совершал практические плавания в том же море, при этом во время плаваний доходил до берегов Персии.
В 1825 году принимал участие в экспедициях профессора Э. И. Эйхвальда, направленных на изучение фауны Каспийского моря, после чего был задействован для перевозки войск из Астрахани в Баку.
Во время русско-персидской войны 1826—1828 годов стоял в Астрахани.
По окончании службы в 1831 году корвет «Геркулес» был разобран в Астрахани.

## Командиры корвета
Командирами корвета «Геркулес» в сотставе Российского императорского флота в разное время служили:
- лейтенант A. M. Юрьев (1820 год)[10];
- лейтенант И. И. Нелидов (1822 год)[7];
- лейтенант И. М. Алексеев (1823—1824 годы)[8];
- лейтенант А. Н. Ладыженский (1825 год)[11].

### Комментарии
1. ↑  Всего в рамках серии было построено 4 корвета: 2 корвета «Казань» 1807 и 1816 годов постройки, «Арианда» и «Геркулес»[1].
2. ↑  110 футов[2].
3. ↑  30 футов[2].
4. ↑  12 футов 6 дюймов[2].
5. ↑  В «Общем морском списке» Ф. Ф. Веселаго в плаваниях этих лет назван транспортом[7].
6. ↑  В «Общем морском списке» Ф. Ф. Веселаго в плаваниях этих лет назван транспортом[8].